# ديان روسمير
ديان روسمير (بالصربية: Дејан Русмир)‏ هو لاعب كرة قدم صربي في مركز الوسط، ولد في 28 يناير 1980 في بلغراد في صربيا. لعب مع أولمبياكوس نيقوسيا وراد بيوغراد وكولومبوس كرو ونادي بارتيزان ونادي بياترا نيامتس ونادي فارول كونستانتسا وهايدوك كولا.

## وصلات خارجية
- ديان روسمير على موقع الدوري الأمريكي (الإنجليزية)
- ديان روسمير على موقع قاعدة بيانات كرة القدم.إي يو (الإنجليزية)
- ديان روسمير على موقع عالم كرة القدم.نت (الإنجليزية)